# Phaedyma karimondjawae
Phaedyma karimondjawae är en fjärilsart som beskrevs av Van Eecke 1933. Phaedyma karimondjawae ingår i släktet Phaedyma och familjen praktfjärilar. Inga underarter finns listade i Catalogue of Life.